# حرف (صينية)
يطلق الحرف على ما يركب منه اللفظ على العموم. الحرف في الكتابة الصينية المعروفة بكتابة المجموع على الخطوط المفردة التي بها يرسم اللفظ ومنها تركب مقاطعه.

ركبت من حرف (丨)، ثاني الحروف الصينية، أربعة ألفاظ.